# Décreusage
Le décreusage, ou décrusage, est l'opération qui permet l'élimination de la séricine des fils et des tissus de soie grège par lessivage de la soie dans une solution d'eau savonneuse chaude.

## La séricine
La séricine, ou "grès", est la colle naturelle qui enveloppe le fil de soie quand le ver à soie file son cocon et qui le maintient en forme en séchant. C'est une protéine naturelle hydrosoluble.

## Technique

Décreusage d'écheveaux de soie (1937)

Le grès, qui renforce le fil, est utile au dévidage, car il permet de coller ensemble les fils des différents cocons que l'on dévide ensemble. Le décreusage se réalise donc normalement sur la soie en écheveaux ou la soie déjà tissée, qui prend alors le nom de « soie cuite ».
Le décreusage se pratique par contre sur les cocons indévidables et sur les déchets que l'on veut filer comme de la laine (schappe)
Le décreusage s'effectuait à l'origine en faisant macérer les cocons dans une lessive de cendres de bois.
On a utilisé par la suite des bains chauds de savon de Marseille.